# Schmiegungsdichtung

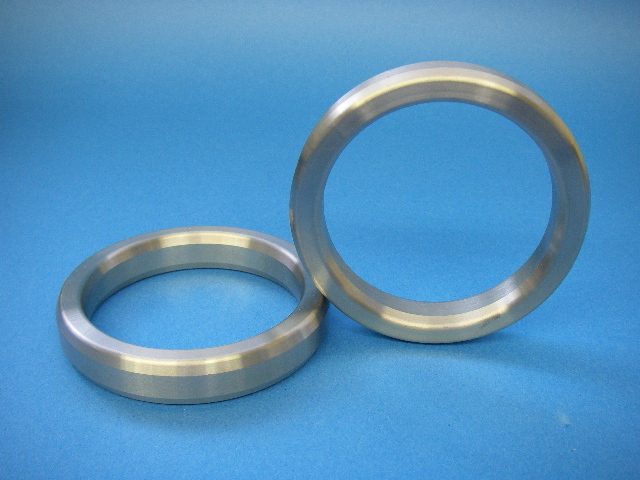
Ring Joint Dichtungen sind rein metallische Dichtungen für statische Anwendungen

Eine Schmiegungsdichtung ist ein rein metallischer Dichtkörper und zählt zur Kategorie der statischen Dichtungen. Optisch weist sie Ähnlichkeiten mit Flachdichtungen auf, ihre Dichtfläche ist aber nicht flach, sondern leicht gewölbt. Ihr Wirkprinzip ist somit grundlegend anders. Sie erzielt eine Dichtwirkung aufgrund des Linienkontakts, der bei der Verpressung zwischen Dichtkörper und Flansch auftritt. Dafür sind höhere Fertigungsqualitäten, wie eine geringere Rauheit, im Vergleich zu einer Dichtstelle bestehend aus Flachdichtung und einem glatten Flanschpaar erforderlich.
Eine Flachdichtung erzielt ihre Dichtwirkung aufgrund der plastischen Deformation des Dichtkörpers und der daraus folgenden Anschmiegung an die Flanschoberfläche, was die Leckagewege in der Dichtung und zwischen Dichtungs- und Flanschoberfläche stark reduziert.

## Grundwerkstoffe
- Stähle entsprechend der Anforderungen

## Bauarten
- Ring Joint Dichtung
- Linsendichtung